# بيدروبة السفلي (حسينية انديمشك)
بیدروبة السفلی (بالفارسية: بیدروبه سفلی) هي قرية تقع في إيران في قسم حسینیة الريفي. يقدر عدد سكانها بـ 99 نسمة .